# Tatiana Moskalkova
Tatiana Nikolaïevna Moskalkova (en russe : Татьяна Николаевна Москалькова), née le 30 mai 1955 à Vitebsk (Biélorussie, URSS) est une avocate, enseignante, femme politique, députée soviétique et russe. 

## Biographie
Elle est née le 30 mai 1955 à Vitebsk, en Biélorussie. Son père est officier de l'armée de l'air soviétique. Elle fait des études de droit et de philosophie, et obtient un doctorat dans ces deux domaines.
Après un parcours de juriste, elle effectue sa carrière au sein de la police soviétique puis russe, durant deux décennies, dans des fonctions techniques et notamment à la commission des grâces. Devenue général, au sein de la police, elle prend sa retraite en 2007, à l'âge de 52 ans. Se présentant aux élections législatives, elle devient députée à la Douma, en tant que membre de Russie juste, un parti pro-gouvernemental. Elle propose, pendant le procès des Pussy Riot, d'introduire dans le code pénal un délit d'atteinte à la morale pour protéger « les choses sacrées religieuses, spirituelles, culturelles, et historiques, ainsi que les valeurs morales ». Elle est réélue aux élections de 2011,.
Depuis le 22 avril 2016, elle est élue déléguée des droits de l'homme  de la Douma auprès du président russe. Elle succède à Vladimir Loukine, délégué des droits de l'homme jusqu'en 2014, puis à Ella Pamfilova (qui a quitté ce poste pour prendre la tête de la Commission électorale), tous deux relativement respectés dans ce rôle de défenseur des droits de l'homme, mais qui n'étaient pas issus des forces de l'ordre et n'avaient pas préalablement un positionnement aussi dur sur les questions de l'élargissement  des pouvoirs de la police et de répression.
En janvier 2025, dans le contexte de l'invasion russe de l'Ukraine, elle appelle à ne pas « déshumaniser » les soldats ukrainiens et fait mention de l'aide qu'ils ont apportée aux civils russes durant leur offensive dans l'oblast de Koursk. Selon The Moscow Times, « ses remarques contrastent avec le récit de longue date du Kremlin selon lequel les forces russes ont envahi l'Ukraine [...] pour lutter contre son soi-disant « régime nazi » ».